# Tuffi ai Giochi della XXIII Olimpiade
Si sono svolti 4 eventi: le gare dal trampolino e dalla piattaforma, sia maschili che femminili.

## Podi

### Uomini
| Evento                      | Oro           | Perform. | Argento       | Perform. | Bronzo          | Perform. |
| Tuffi individuali           |               |          |               |          |                 |          |
| Trampolino 3 m (dettagli)   | Greg Louganis | 754,41   | Tan Liangde   | 662,31   | Ronald Merriott | 661,32   |
| Piattaforma 10 m (dettagli) | Greg Louganis | 710,91   | Bruce Kimball | 643,50   | Li Kongzheng    | 638,28   |

### Donne
| Evento                      | Oro            | Perform. | Argento          | Perform. | Bronzo            | Perform. |
| Tuffi individuali           |                |          |                  |          |                   |          |
| Trampolino 3 m (dettagli)   | Sylvie Bernier | 530,70   | Kelly McCormick  | 527,46   | Christina Seufert | 517,62   |
| Piattaforma 10 m (dettagli) | Zhou Jihong    | 435,51   | Michele Mitchell | 431,19   | Wendy Wyland      | 422,07   |

## Medagliere
| Posizione | Paese       | Oro | Argento | Bronzo | Totale |
| --------- | ----------- | --- | ------- | ------ | ------ |
| 1         | Stati Uniti | 2   | 3       | 3      | 8      |
| 2         | Cina        | 1   | 1       | 1      | 3      |
| 3         | Canada      | 1   | 0       | 0      | 1      |
| Totale    | Totale      | 4   | 4       | 4      | 12     |